# زبان‌های لخی
زبان‌های لِخی خانواده‌ای از زیرگروه غربی زبان‌های اسلاوی متشکل از زبان لهستانی و چندین زبان و گویش دیگر هستند که در منطقه لهستان گویش می‌شوند. دیگر زیرگروه‌های اسلاوی غربی چک-اسلواکی و سوربی هستند.

## زبان‌ها
زبان‌های لخی عبارتند از:

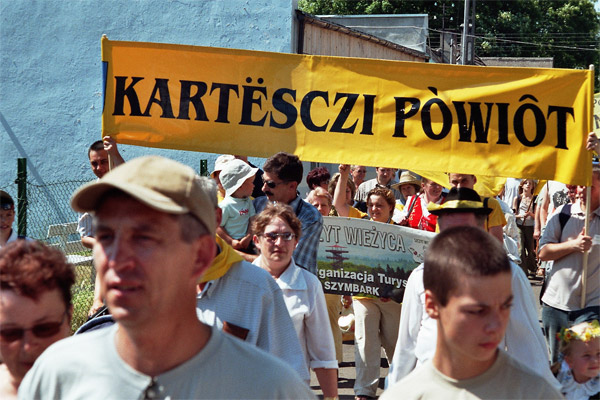
پیشاهنگان کاشوبی در وبا در سال ۲۰۰۵ – تابلو نام کاشوبی شهرستان کارتوزه را نشان می‌دهد

- لهستانی، تقریباً توسط ۳۸ میلیون نفر در لهستان و چندین میلیون نفر در جاهای دیگر گویش می‌شود.
- کاشوبی توسط بیش از ۱۱۰٬۰۰۰ نفر در قسمت شرقی پومرانی گویش می‌شود.[۳] گاهی آن را گویشی از لهستانی می‌دانند.
- سیلزیایی توسط بیش از ۵۳۰٬۰۰۰ نفر در سیلزی لهستان[۳] و توسط افراد بیشتری در سیلزی چک گویش می‌شود. گونه‌های مختلف سیلزیایی گاه گویش‌های لهستانی و چکی در نظر گرفته می‌شوند.
- اسلووینسی، در گذشته در مناطقی از پومرنی گویش می‌شد و در اوایل سده ۲۰ میلادی منقرض شد. گاهی آن با کاشوبی و گویش‌های منقرض‌شده پومرانی غربی به عنوان یک زبان پومرنیایی واحد شناخته می‌شوند.
- پولابی در گذشته توسط اسلاوها در مناطقی در اطراف رود البه در شمال شرقی آلمان امروزی گویش می‌شد و در میانه سده ۱۸ منقرض شد.

## ریشه‌شناسی
اصطلاح لخی هم به زبان‌های این گروه و هم به مردمان اسلاوی که به این زبان‌ها صحبت می‌کنند (معروف به قوم له) گفته می‌شود. این اصطلاح مربوط به نیای افسانه‌ای لهستانی‌ها به نام لخ است.